# Gouwe
Gouwe – uregulowana rzeka w Holandii, w prowincji Holandia Południowa. Jej długość to 14 km. Swój bieg rozpoczyna w Alphen aan den Rijn, na skrzyżowaniu dróg wodnych ze Starym Renem i Aarkanaal, następnie płynie na południe przez Boskoop i Waddinxveen do Goudy. W Goudzie rzeka rozdziela się na dwie odnogi, jedna płynie w kierunku centrum miasta, druga to kanał Gouwekanaal, który biegnie wzdłuż zachodniej części miasta i kończy swój bieg wpływając do rzeki Hollandse IJssel. W przeszłości rzeka stanowiła część ważnej drogi wodnej łączącej Dordrecht z Amsterdamem, obecnie, choć jej rola osłabła, wciąż jest używana do żeglugi. Na rzece w miejscowościach Alphen aan den Rijn, Boskoop i Waddinxveen znajdują się trzy zabytkowe mosty podnoszone: Gouwesluisbrug, Boskoopse hefbrug i Waddinxveense hefbrug.